# Sonderdienst

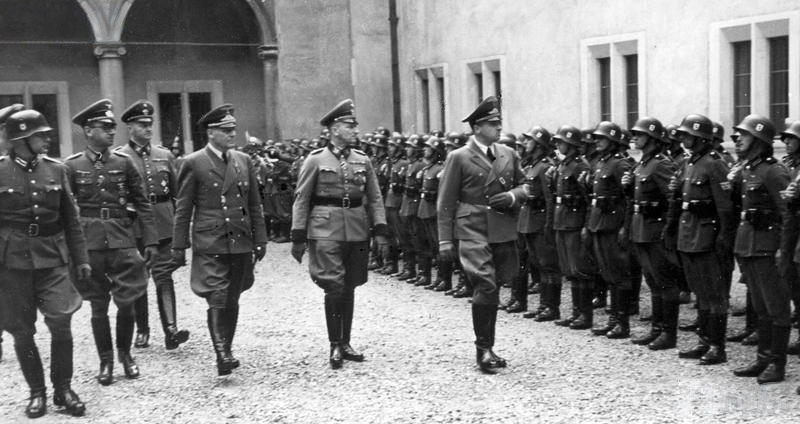
Líderes del Gobierno General durante la inspección de los batallones de la Sonderdienst: desde la derecha, el Generalgouverneur Hans Frank, el jefe de policía GG Herbert Becker y el secretario de estado Ernst Boepple.

La Sonderdienst (en alemán: Servicios Especiales) fueron las formaciones paramilitares nazis alemanas creadas en el Gobierno General durante la ocupación de Polonia en la Segunda Guerra Mundial. Se basaron en las formaciones SS similares llamadas Volksdeutscher Selbstschutz que operan en el distrito Warthegau de la parte occidental de Polonia anexionada por Alemania en 1939.
La Sonderdienst fue fundada el 6 de mayo de 1940 por el Gauleiter Hans Frank, que estaba estacionado en la Cracovia ocupada. Inicialmente, estaba formada por grupos étnicos alemanes Volksdeutsche que vivían en Polonia antes del ataque y se unieron a la fuerza invasora a partir de entonces. Sin embargo, después de la Operación Barbarroja de 1941, también incluyeron prisioneros de guerra soviéticos que se ofrecieron como voluntarios para un entrenamiento especial, como los hombres de Trawniki (alemán: Trawnikimänner) desplegados en todos los principales lugares de exterminio de la "Solución Final". Muchos de esos hombres no sabían alemán y necesitaban la traducción de sus comandantes nativos. El Abteilung Sonderdienst (Departamento de Servicios Especiales) estaba subordinado a la división de sabotaje Oberkommando der Wehrmacht bajo el coronel Erwin von Lahousen (1 de septiembre de 1939 - julio de 1943), y el coronel Wessel Freytag von Loringhoven (julio de 1943 - junio de 1944).

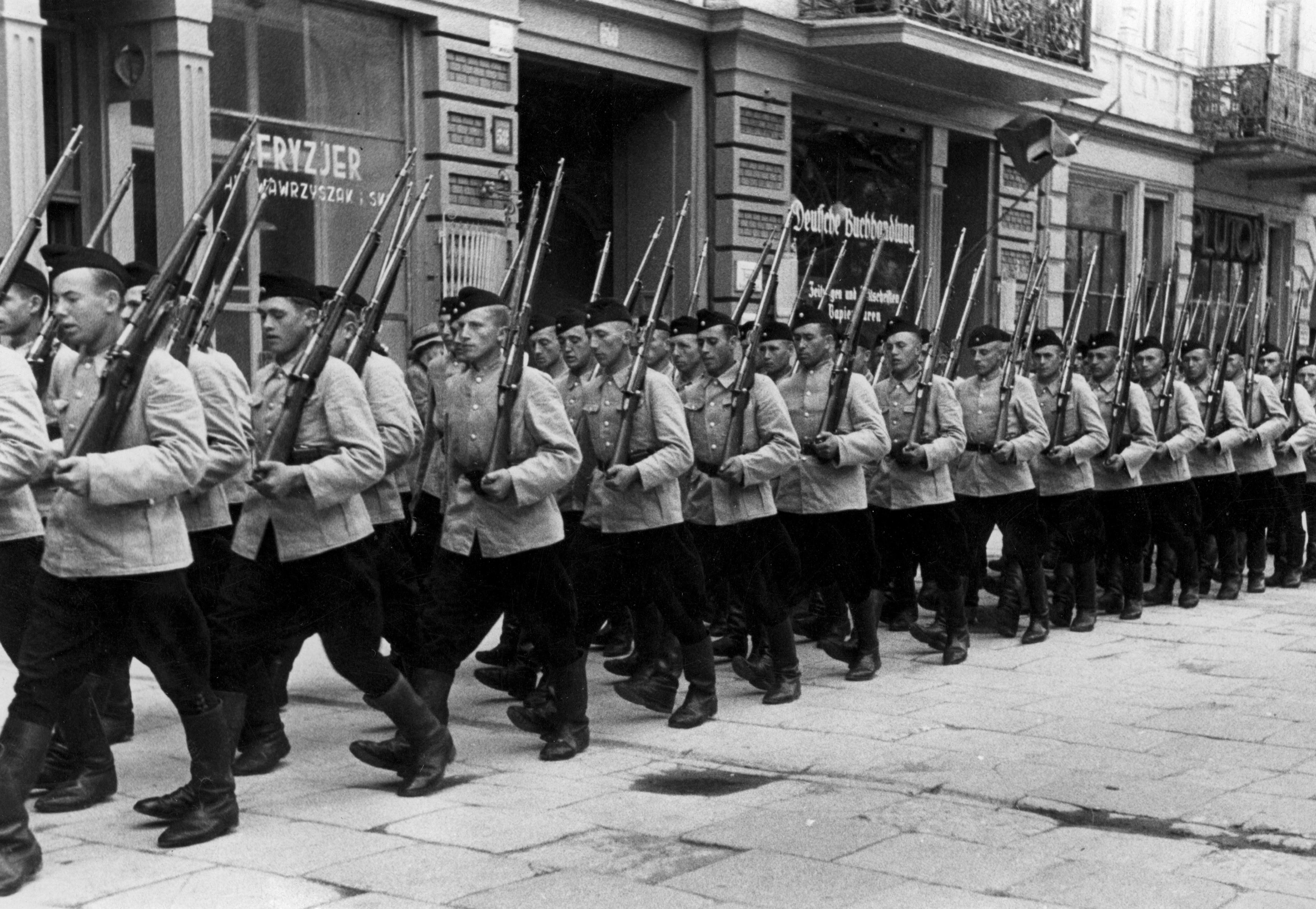
Batallón Sonderdienst en la Cracovia ocupada, julio de 1940.

## Antecedentes

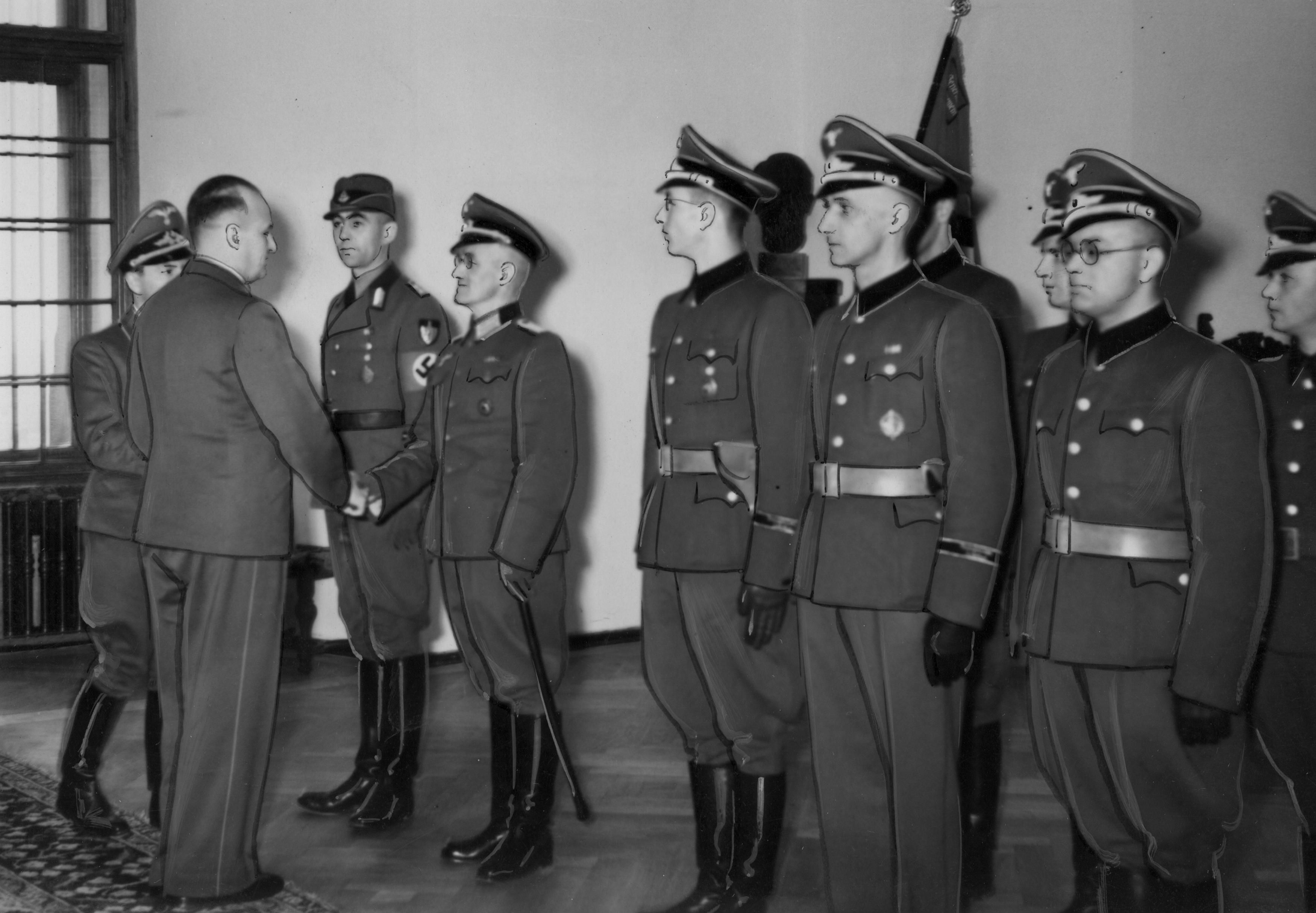
El Gauleiter Hans Frank y los líderes de la Sonderdienst en Cracovia, 1941.

La República de Polonia era un país multicultural antes de la Segunda Guerra Mundial, con casi un tercio de su población proveniente de grupos minoritarios: 13,9% ucranianos; 10% judíos; 3,1% bielorrusos; 2,3% alemanes y 3,4% checos, lituanos y rusos. Los miembros de la minoría alemana residían predominantemente en las tierras del antiguo Imperio alemán, pero no solo. Muchos fueron hostiles hacia la existencia del estado polaco después de perder sus privilegios coloniales al final de la Primera Guerra Mundial. Organizaciones alemanas en Polonia como la Deutscher Volksverband y la Jungdeutsche Partei se dedicaron activamente al espionaje para la Abwehr, acciones de sabotaje, contrabando de armas y campañas de propaganda nazi antes de la invasión. A finales de 1939 hasta la primavera de 1940, el alemán Volksdeutscher Selbstschutz participó activamente en las masacres de polacos y judíos civiles.
En el verano de 1940, la Sonderdienst junto con todos los verdugos de la Selbstschutz fueron formalmente asignados al jefe de la administración civil para el recién formado Gau. Formados por los alemanes nativos bajo el liderazgo del asociado de Heinrich Himmler, Ludolf Jakob von Alvensleben, muchos de ellos se unieron a las Schutzstaffel o la Gestapo al año siguiente.

### Operación Barbarroja

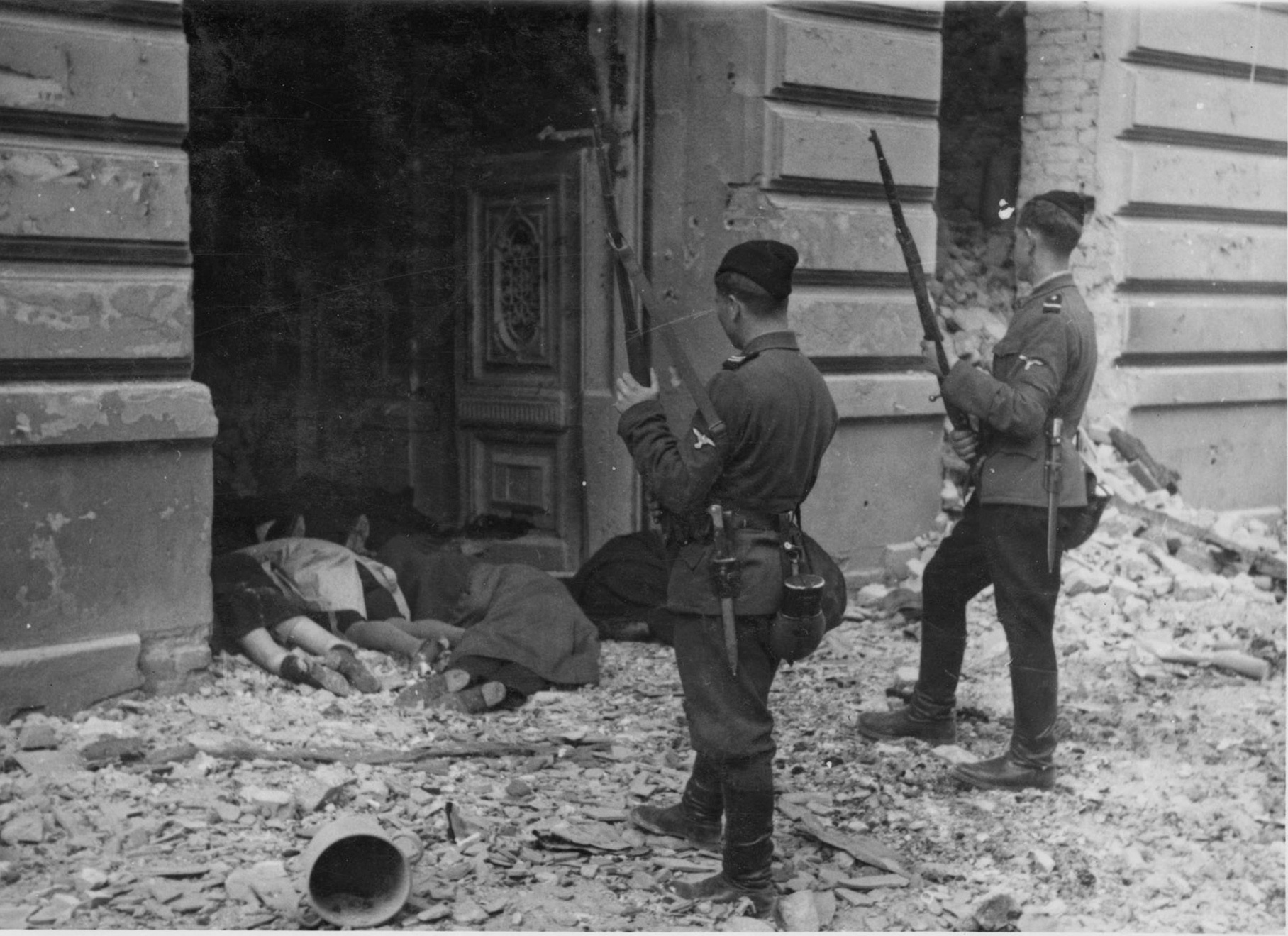
Hiwis de uno de los dos batallones de la Sonderdienst entrenados por Karl Streibel en el campo de entrenamiento de Trawniki durante el tiroteo en la pacificación de Varsovia. Foto de Jürgen Stroop, 1943.

Unos 3.000 hombres sirvieron con la Sonderdienst en el Gobierno General. Después de la conquista alemana de Europa del Este, conocida como Operación Barbarroja, el Gruppenführer Globocnik buscó ansiosamente otra fuente de mano de obra. Los ciudadanos de estos países que hablaban alemán se valoraron mucho por su capacidad de comunicarse en ucraniano, ruso, polaco y otros idiomas de los territorios ocupados. La formación de auxiliares no polacos fue organizada en Trawniki por el SS-Hauptsturmführer Karl Streibel. Instruido por Globocnik para comenzar a reclutar detrás de las líneas del frente de la Operación Barbarroja, Streibel entrenó a 5.082 guardias en su mayoría ucranianos antes de finales de 1944. Se organizaron en dos nuevos batallones de la Sonderdienst. Según el testimonio de posguerra del SS-Oberführer Arpad Wigand durante su juicio por crímenes de guerra en Hamburgo, solo el 25 por ciento de ellos hablaba alemán.
Los guardias Hiwi Wachmänner conocidos como "hombres de Trawniki" (Trawnikimänner) sirvieron en los campos de exterminio, así como en todos los principales lugares de exterminio de la "Solución Final" en el curso de la Operación Reinhard. Tomaron un papel activo en las ejecuciones de judíos en Belzec, Sobibor, Treblinka II, Varsovia (tres veces), Częstochowa, Lublin, Lvov, Radom, Cracovia, Białystok (dos veces), Majdanek y Auschwitz, por no mencionar a Trawniki. durante la Aktion Erntefest de 1943, y los subcampos restantes de KL Lublin, incluidos Poniatowa, Budzyn, Kraśnik, Puławy, Lipowa, así como durante las masacres en Łomazy, Międzyrzec, Łuków, Radzyń, Parczew, Końskowola, Komarówmented y todos los demás lugares, por todos los otros lugares las SS y el Batallón 101 de Policía de Reserva de la OrPo. Después de la guerra, los últimos 1.000 Hiwis que formaron el Batallón SS Streibel se mezclaron con la población civil en Alemania Occidental y desaparecieron de vista.